# Каменка (приток Пижмы)
Каменка — река в России, протекает в Котельничском районе Кировской области. Устье реки находится в 168 км по левому берегу реки Пижма. Длина реки составляет 14 км.
Исток реки у деревень Пастухи и Игнашинская в 50 км к юго-западу от Котельнича. Река течёт на юго-запад, протекает деревню Чистополье, ниже впадает двумя рукавами в Пижму. Незадолго до устья протекает озеро Большое, в которое впадает справа крупнейший приток — Петровка.

## Данные водного реестра
По данным государственного водного реестра России относится к Камскому бассейновому округу, водохозяйственный участок реки — Вятка от города Котельнич до водомерного поста посёлка городского типа Аркуль, речной подбассейн реки — Вятка. Речной бассейн реки — Кама.
Код объекта в государственном водном реестре — 10010300412111100036801.